# Сарозеро (озеро, Медвежьегорский район)
Сарозеро — озеро в Повенецком городском поселении Медвежьегорского района Республики Карелия (Россия).

## Общие сведения
Озеро принадлежит к бассейну Балтийского моря, расположено на водосборе притока Онежского озера — реки Вола.
Донные отложения — ил (86 %).
Рыба: щука, плотва, окунь, налим.